# Hluk (tvrz)
První zmínka o Hlucké tvrzi pochází z roku 1303, kdy je popisována jako dřevěná tvrz ležící na pravém břehu potoka Okluky. Z původní dřevěné tvrze se s postupem času stala kamenná stavba, která byla od roku 1460 držena malým šlechtickým rodem Zástřizlové, pak pány z Kunovic a od roku 1625 náležela rodu Lichtenštejnů, kteří ji měli v majetku až do dvacátých let 20. století. Zdevastovaná tvrz se v těchto letech dostává do majetku města Hluk, které celý objekt tvrze v šedesátých letech 20. století zrekonstruovalo.
Po rekonstrukci započala novodobá historie tvrze, která začala být využívána ke kulturním a společenským akcím pro celé město.
V současné době jsou využívány téměř všechny prostory tvrze. Přímo z nádvoří se vchází do knihovny, obřadní síně, zámecké kavárny, do věže a ke schodišti do prvního patra, kde jsou v provozu dva sály pro pořádání různých společenských nebo i soukromých akcí. Ve věži je zřízeno muzeum a „selská jizba“ pro akce s menším počtem účastníků. Ve sklepení se pak nachází vinný sklep s posezením, v němž se pořádají různé společenské akce a v druhé oddělené části sklepení pak pronajatý archivní vinný sklep.